# Улица Толли
Улица То́лли (эст. Tolli tänav, Таможенная улица) — короткая (91 метр) улица в историческом районе Старый город Таллина (Эстония), соединяет улицы Пикк и Лай.

## История
В XIII веке при расширении городской территории (ранее граница города проходила примерно по линии современных улиц Лай, Хобусепеа, Вана Тург, Кулласепа) в районе улицы были возведены новые городские укрепления и построены ворота, через которые проезжали в гавань с городского холма Тоомпеа по современной улице Пикк. Эти постройки не сохранились, позднее вместо них были возведены новые Большие морские ворота и башня «Толстая Маргарита».
Часто приезжавший в город (тогда — Ревель) в 1712—1725 годах русский царь Пётр I приказал возвести на улице трехэтажный с мансардной крышей и подвалом дом под личную резиденцию (сейчас на его месте д. 8). В «Петровском дворце» в 1730-е годы размещалась городская гарнизонная школа на 82 ученика. В 1757 году дом сгорел и не был восстановлен. В 1786 году руины заменили зданием таможни, проект которой выполнил архитектор Иоганн Каспар Моор.
В 2003 году три средневековых здания, известные как «Три сестры», были перестроены в пятизвездочный отель «The Three Sisters».
Некоторые участки на улице выставлены на продажу.

## Застройка[9]
Наиболее известным архитектурным памятником на улице является архитектурный комплекс «Три сестры» (д. 2, угол с улицей Пикк), ныне — отель «The Three Sisters»
д. 4 — 
д. 6 — Таллинский городской архив
д. 8 — Таллинская таможня (1785—1786, архитектор И. Моор)

## Улица в искусстве
Из-за удачного сочетания старинной застройки улицы с находящейся по соседству церковью Олевисте улица была одним из «художественных лиц» Таллина, виды улицы представляли Старый Таллин, например, на почтовых марках серии «Историко-архитектурные памятники Прибалтики»